# Bernard Rooney
Bernard Rooney OSB (* 26. September 1934 in Melbourne) ist emeritierter Abt von New Norcia.

## Leben
Bernard Rooney trat der Ordensgemeinschaft der Benediktiner bei, legte die Profess am 7. März 1959 ab und empfing am 19. März 1964 die Priesterweihe. Papst Paul VI. ernannte ihn am 21. September 1971 zum Superior von Kalumburu. Rooney wurde am 19. März 1974 zum Abt von New Norcia gewählt, der Papst bestätigte am 31. März 1974 die Wahl. Rooney trat von seinem Amt am 15. Juni 1980 zurück.